# Confederación de la Corona Polaca
Confederación de la Corona Polaca (en polaco: Konfederacja Korony Polskiej; KKP), a menudo abreviada como La Corona (Korona), es un partido político monárquico, católico y de extrema derecha polaco. Está presidido por Grzegorz Braun.
Se ha descrito como nacionalista y tradicionalista, y aboga por el monarquismo. Los objetivos del partido son «luchar por el bien de Polonia, asegurar la soberanía del Estado polaco, defender la fe católica de Polonia, garantizar que las familias polacas sean prósperas y ayudar a dar forma a la vida social basada en los principios de la civilización latina».